# 哈氏橋鱨
哈氏橋鱨，為輻鰭魚綱鯰形目脂鱨科的其中一種，於1912年由Franz Steindachner描述，為熱帶淡水魚，分布於非洲喀麥隆Dja河流域，體長可達20.2公分，棲息在底層水域，生活習性不明。